# Nanodes
Nanodes é um género botânico pertencente à família das orquídeas (Orchidaceae). Foi proposto por John Lindley em Edwards's Bot. Reg. 18: t. 1541, em 1832, quando descreveu sua espécie tipo, a Nanodes discolor.

## Distribuição
Nanodes é composto por cerca de seis pequenas ou minúsculas espécies epífitas, de crescimento reptante, que ocorrem em florestas quentes ou mais frias, sempre úmidas, do México até o norte do Brasil e noroeste da América do Sul. Duas espécies registradas para o Brasil.

## Descrição
Diferenciam-se de Epidendrum por apresentarem caules de crescimento reptante contínuo na extremidade, que se bifurcam freqüentemente, e assim podem formar grandes tapetes cobrindo os caules das árvores onde se hospedam; seus caules apresentam-se inteiramente recobertos por folhas dísticas em regra bastante espessas; e suas flores são bastante planas e algo carnosas.
A morfologia vegetativa de Nanodes é muito semelhante a de Kalopternix, um outro gênero com três espécies proposto por Leslie Andrew Garay em 1976, até hoje amplamente ignorado pelos taxonomistas, que se diferencia de Epidendrum pela conformação de suas polínias. Exemplo deste último é a graciosa miniatura normalmente conhecida por Epidendrum sophronites e uma espécie brasileira Kalopternix mantiniana, geralmente tratada como Epidendrum.
Além das características citadas acima resta dizer que pela morfologia há dois grupos de espécies neste gênero, um de climas mais frios e regiões montanhosas, com espécies maiores e menos carnosas, de folhas maleáveis e esbranquiçadas, e flores de labelo ciliado, de difícil cultivo no Brasil; e outro de áreas quentes, de plantas menores e muito mais carnosas, de cor verde escura. Ambos bastante floríferos, mas as flores em regra dispostas em inflorescências apicais solitárias ou em que abrem em sequência. O labelo dessas espécies é simples e carnoso, freqüentemente, de aparência plástica ou cerosa, com margens lisas, serrilhadas ou ciliadas, podendo ou não apresentar calos globosos no disco, perto da base ou lamelas longitudinais centrais.
Todas as espécies apresentam as sépalas laterais levemente concrescidas com a base do labelo, exceto uma, o Nanodes discolor. Baseado nesta diferença Kraenzlin propôs para as demais espécies o gênero Neolehmannia, ao qual depois muitas outras espécies de outros grupos de Epidendrum foram acrescentadas resultando em um gênero bastante confuso. Aqui preferimos tratar este gênero como sinônimo de Nanodes e manter as espécies de outros grupos em Epidendrum.

## Filogenia
Anos atrás Eric Hágsater, reincorporou praticamente todas as espécies de Nanodes a Epidendrum. Pelas razões já expostas ao tratar de Epidendrum, preferimos por enquanto aceitar o gênero Nanodes.
Segundo a filogenia de Laeliinae publicada no ano 2000 em Lindleyana por Cássio van den Berg et al., Nanodes encontra-se inserido no clado de Epidendrum, aparentemente isolado entre Coilostylis e Lanium. É importante notar que o trabalho de Van den Berg, principalmente no grupo que inclui Epidendrum ainda é apenas um estudo preliminar. Epidendrum é um gênero bastante grande, poucas espécies foram amostradas e nenhuma análise mais completa de sua João Barbosa Rodrigues foi publicada até este momento.